# Cuxwold
Cuxwold är en by i civil parish Swallow, i distriktet West Lindsey, i grevskapet Lincolnshire, i England. Byn är belägen 20 km från Louth. Cuxwold var en civil parish fram till 1936 när blev den en del av Swallow. Civil parish hade 98 invånare år 1931. Byn nämndes i Domedagsboken (Domesday Book) år 1086, och kallades då Cucualt.